# 蟲のこゑ
『蟲のこゑ』（）は文部省唱歌。戦後は一般に『虫のこえ』と表記される場合が多い。

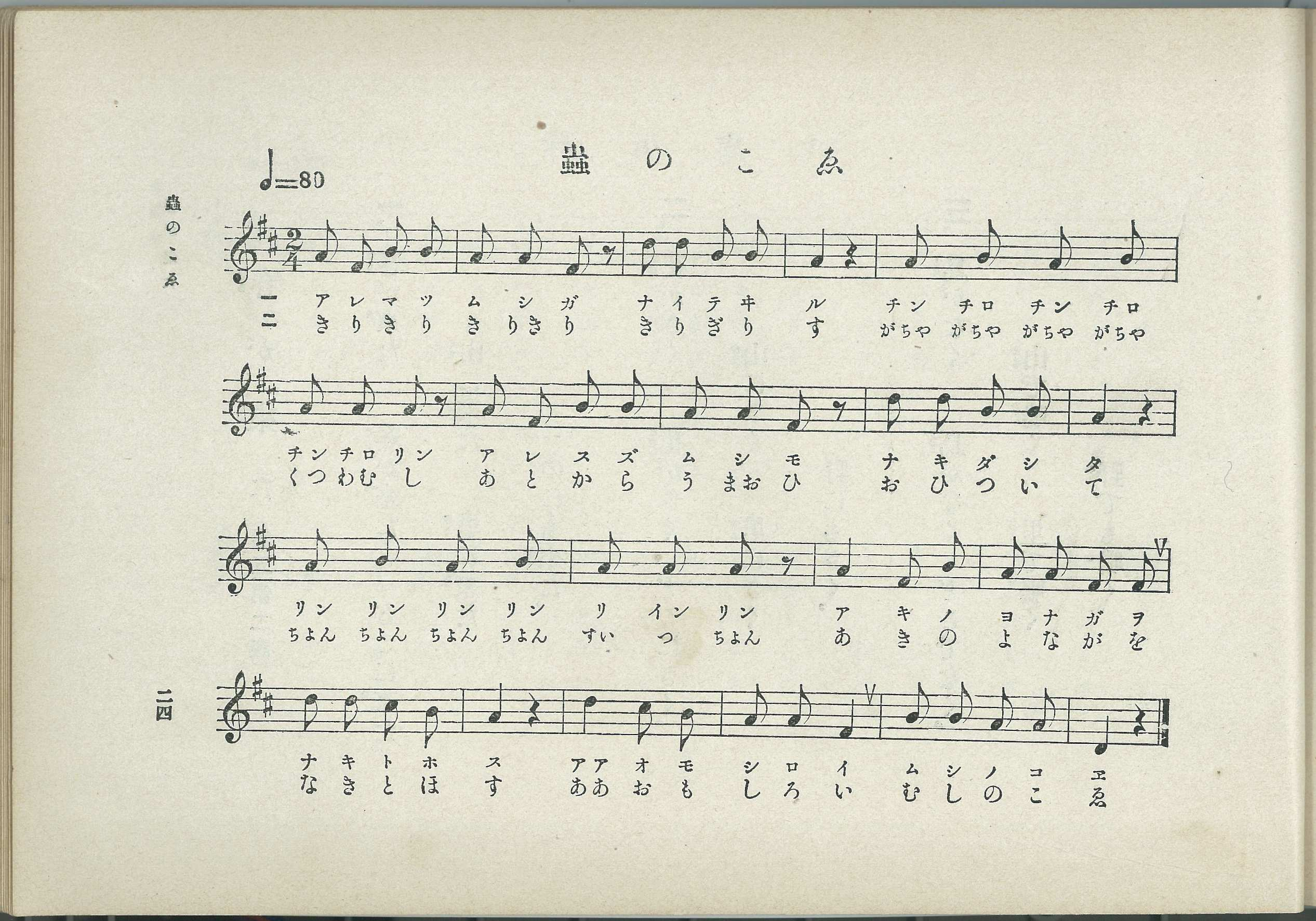
楽 譜

1910年（明治43年）『尋常小学読本唱歌』に初出。続いて『尋常小学唱歌』の第三学年にも収録されている。
1998年（平成10年）告知の『小学校学習指導要領』において、第2学年の歌唱共通教材とされている。
2006年（平成18年）に文化庁と日本PTA全国協議会が「日本の歌百選」に選定した。

## 歌詞

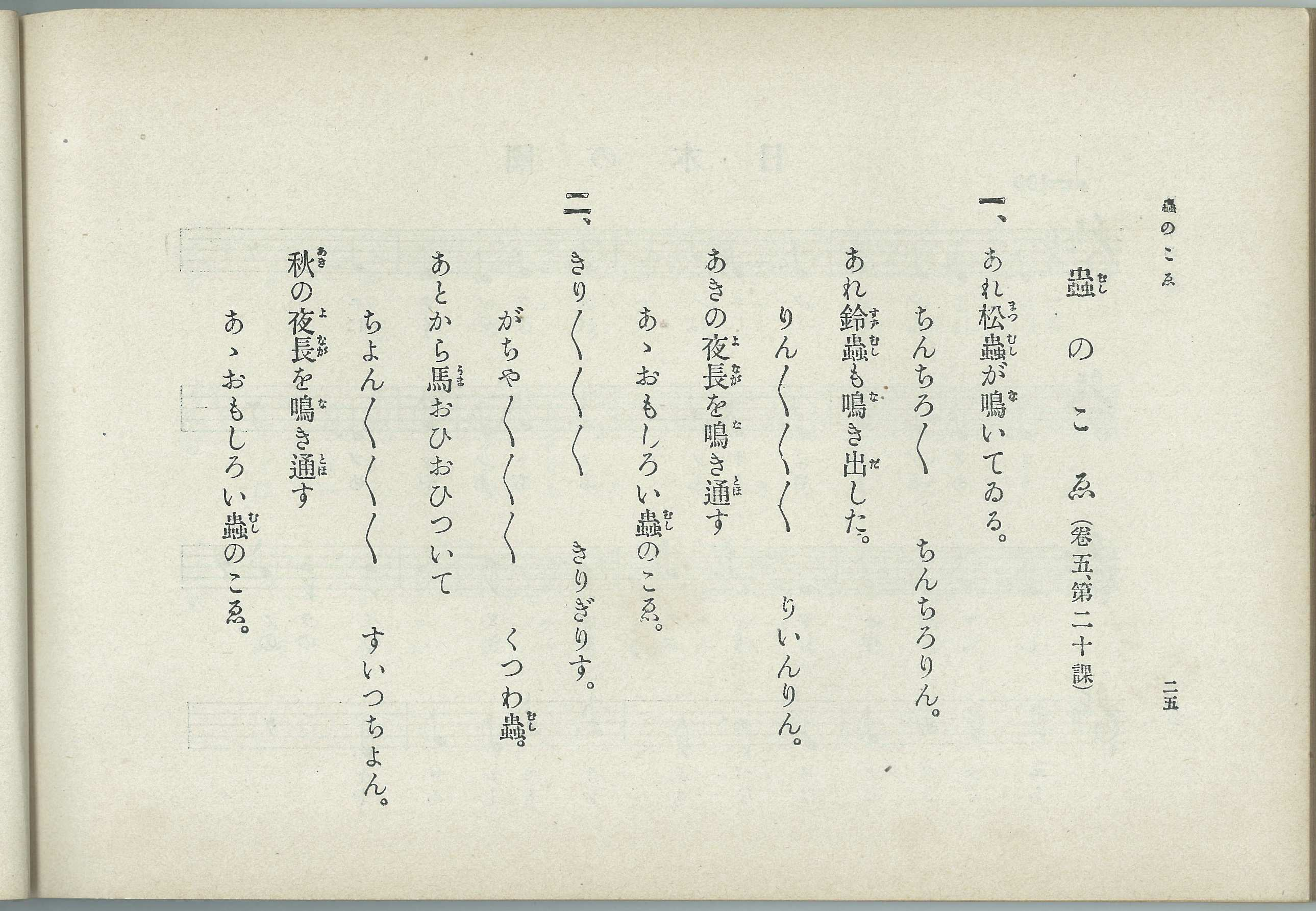
『尋常小学読本唱歌』所載の歌詞

### 初出時の歌詞
1. あれ松蟲が鳴いてゐる。
　ちんちろちんちろ　ちんちろりん。
あれ鈴蟲も鳴き出した。
　りんりんりんりん　りいんりん。
あきの夜長を鳴き通す
　あゝおもしろい蟲のこゑ。
2. きりきりきりきり　きりぎりす。
　がちやがちやがちやがちや　くつわ蟲。
あとから馬おひおひついて
　ちよんちよんちよんちよん　すいつちよん。
秋の夜長を鳴き通す
　あゝおもしろい蟲のこゑ。

### 歌詞の改変
1932年の『新訂尋常小学唱歌』では2番の「きりぎりす」が「こほろぎや」に改められた。これは歌詞にある「きりぎりす」がコオロギを指す古語であり、「きりきり」という歌詞もまたコオロギの鳴き声を表現したものであることから、虫の名と鳴き声とを整合させるためであった。しかし、そのために「きりきり きりきり きりぎりす」という韻は失われた。

## 編曲
- 虫のこえハクランカイ - 春畑セロリの編曲。『おもしろ変奏曲にアレンジ! 〜童謡唱歌〜』（ヤマハミュージックメディア）に掲載。
- “秋の夜長の虫たちの大音楽会”変奏曲 - 大宝博の編曲。『おもしろ変奏曲にアレンジ! 〜日本のうた〜』（ヤマハミュージックメディア）に掲載。